# Pommes des Alpes de Haute-Durance
Les pommes des Alpes de Haute-Durance ont obtenu une Indication géographique protégée qui a été publiée au Journal Officiel de l'Union européenne le 17 avril 2010.

## Historique de la production
Comme l'indique le journaliste et critique gastronomique Frédéric Zégierman :« La culture des fruits dans les Alpes du Sud remonte à plusieurs siècles »

## Caractéristiques
Ces pommes de variétés golden delicious et gala proviennent de six cantons des Alpes-de-Haute-Provence et de treize cantons des Hautes-Alpes situés entre 450 mètres et 900 mètres d’altitude. La qualité de ces pommes est liée à leur terroir, et en particulier au climat de la Haute-Durance avec plus de 300 jours d'ensoleillement par an. Le froid nocturne qui règne lors de la maturation des pommes empêche la dégradation des acides, tandis que la forte amplitude thermique diurne permet leur jaunissement, et même leur rosissement.

## Zone de production
Cette production est située dans les communes suivantes : 

### Alpes-de-Haute-Provence
Authon, Auzet, Barles, Bayons, Bellaffaire, Bevons, La Bréole, Le Caire, Châteaufort, Châteauneuf-Miravail, Clamensane, Claret, Curbans, Curel, Entrepierres, Faucon-du-Caire, Gigors, Le Lauzet-Ubaye, Melve, Méolans-Revel, Mison, Montclar, La Motte-du-Caire, Nibles, Noyers-sur-Jabron, Les Omergues, Piégut, Pontis, Saint-Geniez, Saint-Martin-lès-Seyne, Saint-Vincent-les-Forts, Saint-Vincent-sur-Jabron, Selonnet, Seyne-les-Alpes, Sigoyer, Sisteron, Thèze, Turriers, Valavoire, Valbelle, Valernes, Vaumeilh, Venterol, Verdaches et Le Vernet.

### Hautes-Alpes
Antonaves, Aspremont, Aspres-sur-Buëch, Avançon, Baratier, Barcillonnette, Barret-sur-Méouge, La Bâtie-Montsaléon, La Bâtie-Neuve, La Bâtie-Vieille, La Beaume, Le Bersac, Bréziers, Chabestan, Châteauneuf-d'Oze, Châteauneuf-de-Chabre, Châteauroux-les-Alpes, Châteauvieux, Chorges, Crévoux, Crots, Embrun, Éourres, L'Épine, Esparron, Espinasses, Étoile-Saint-Cyrice, Eyguians, La Faurie, Fouillouse, La Freissinouse, Furmeyer, Gap, La Haute-Beaume, Jarjayes, Lagrand, Laragne-Montéglin, Lardier-et-Valença, Lazer, Lettret, Manteyer, Méreuil, Monêtier-Allemont, Montbrand, Montclus, Montgardin, Montmaur, Montmorin, Montrond, Neffes, Nossage-et-Bénévent, Orpierre, Les Orres, Oze, Pelleautier, La Piarre, Le Poët, Prunières, Puy-Saint-Eusèbe, Puy-Sanières, Rabou, Rambaud, Réallon, Remollon, Ribiers, La Roche-des-Arnauds, Rochebrune, La Rochette, Rousset, Saint-André-d'Embrun, Saint-Apollinaire, Saint-Auban-d'Oze, Saint-Étienne-le-Laus, Saint-Genis, Saint-Julien-en-Beauchêne, Saint-Pierre-Avez, Saint-Pierre-d'Argençon, Saint-Sauveur, Sainte-Colombe, Le Saix, Saléon, Salérans, La Saulce, Le Sauze-du-Lac, Savines-le-Lac, Savournon, Serres, Sigottier, Sigoyer, Tallard, Théus, Trescléoux, Upaix, Valserres, Ventavon, Veynes et Vitrolles

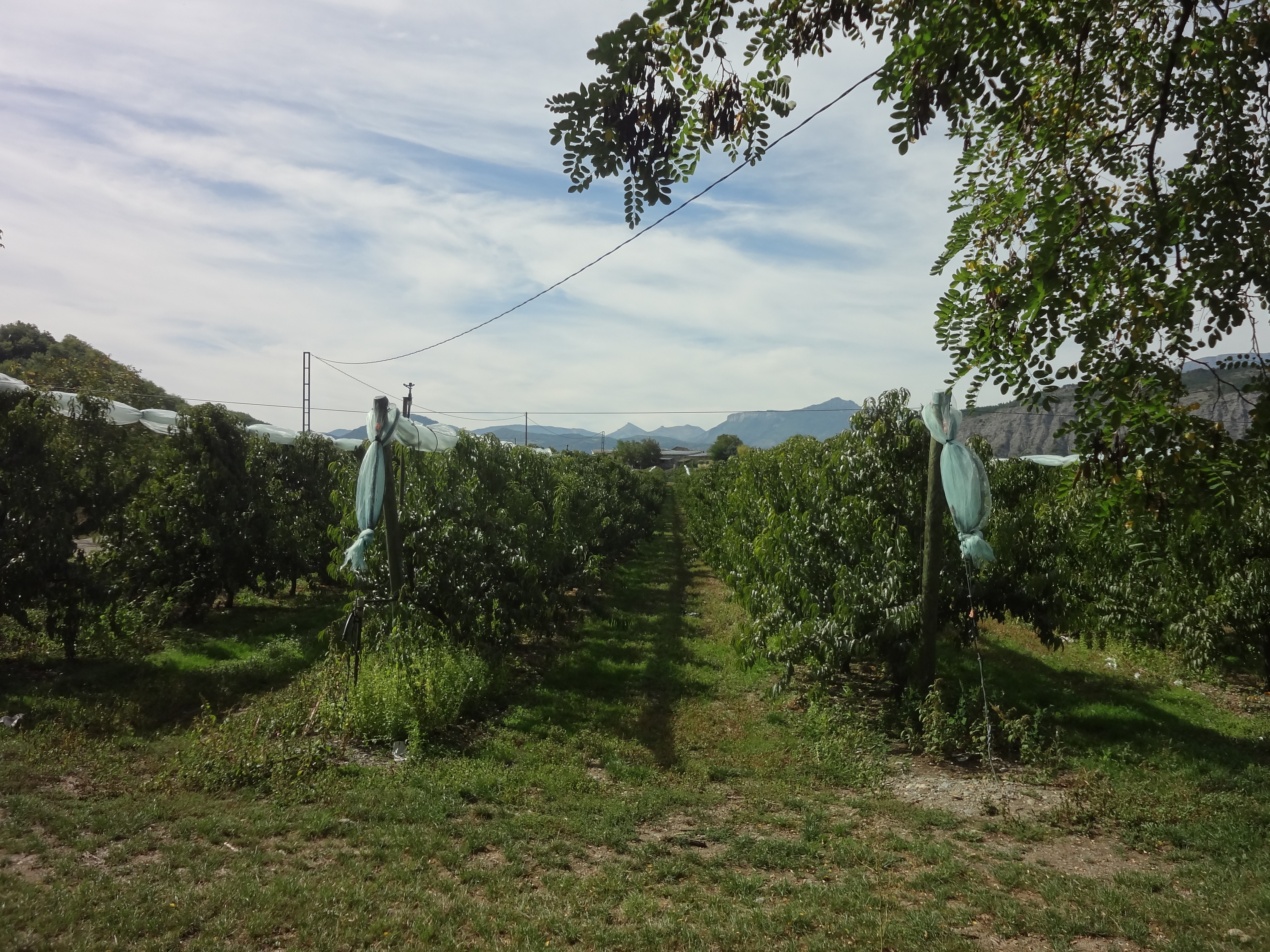
Verger à Venterol, (Alpes-de-Haute-Provence)
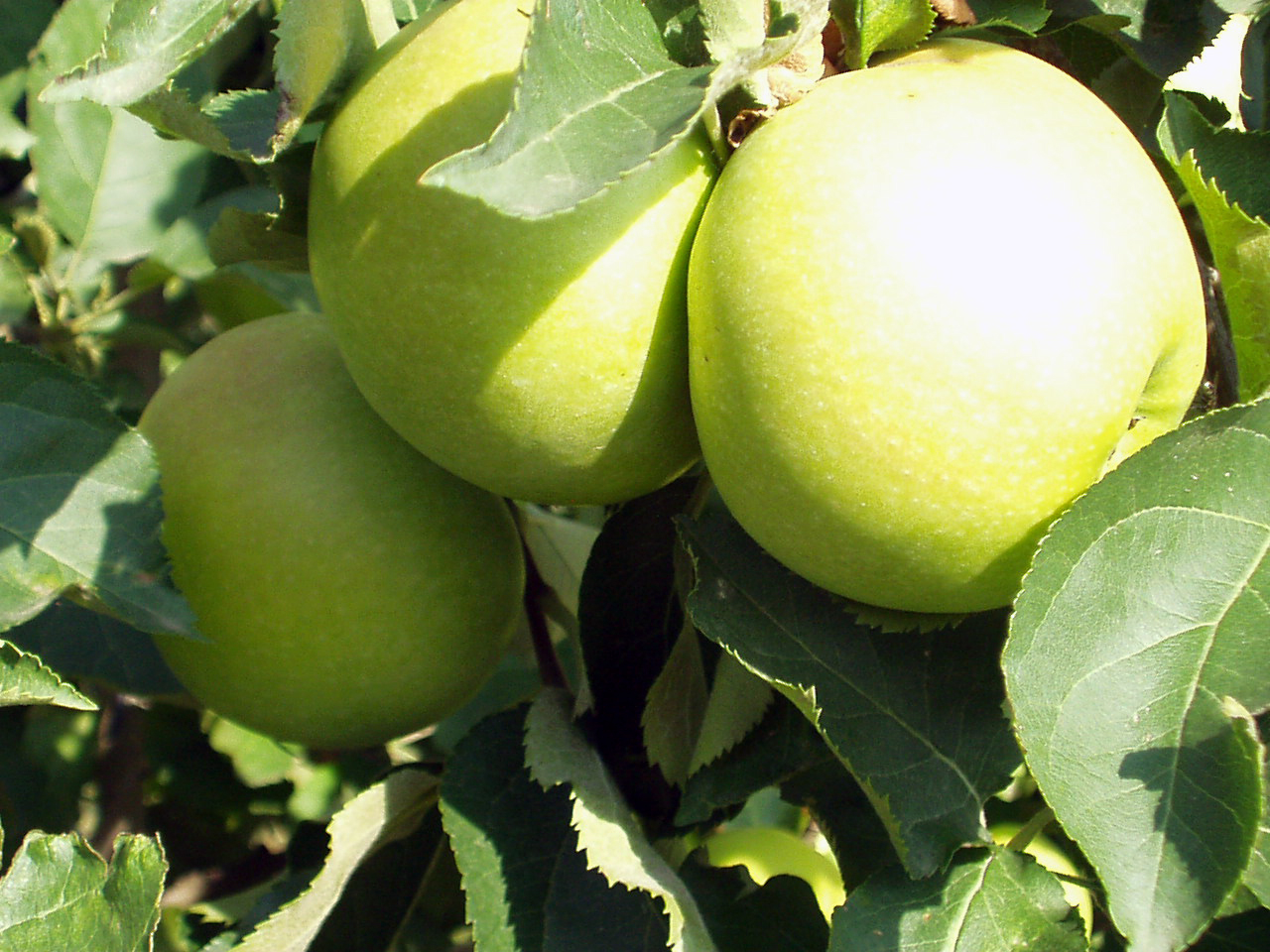
Golden Delicious
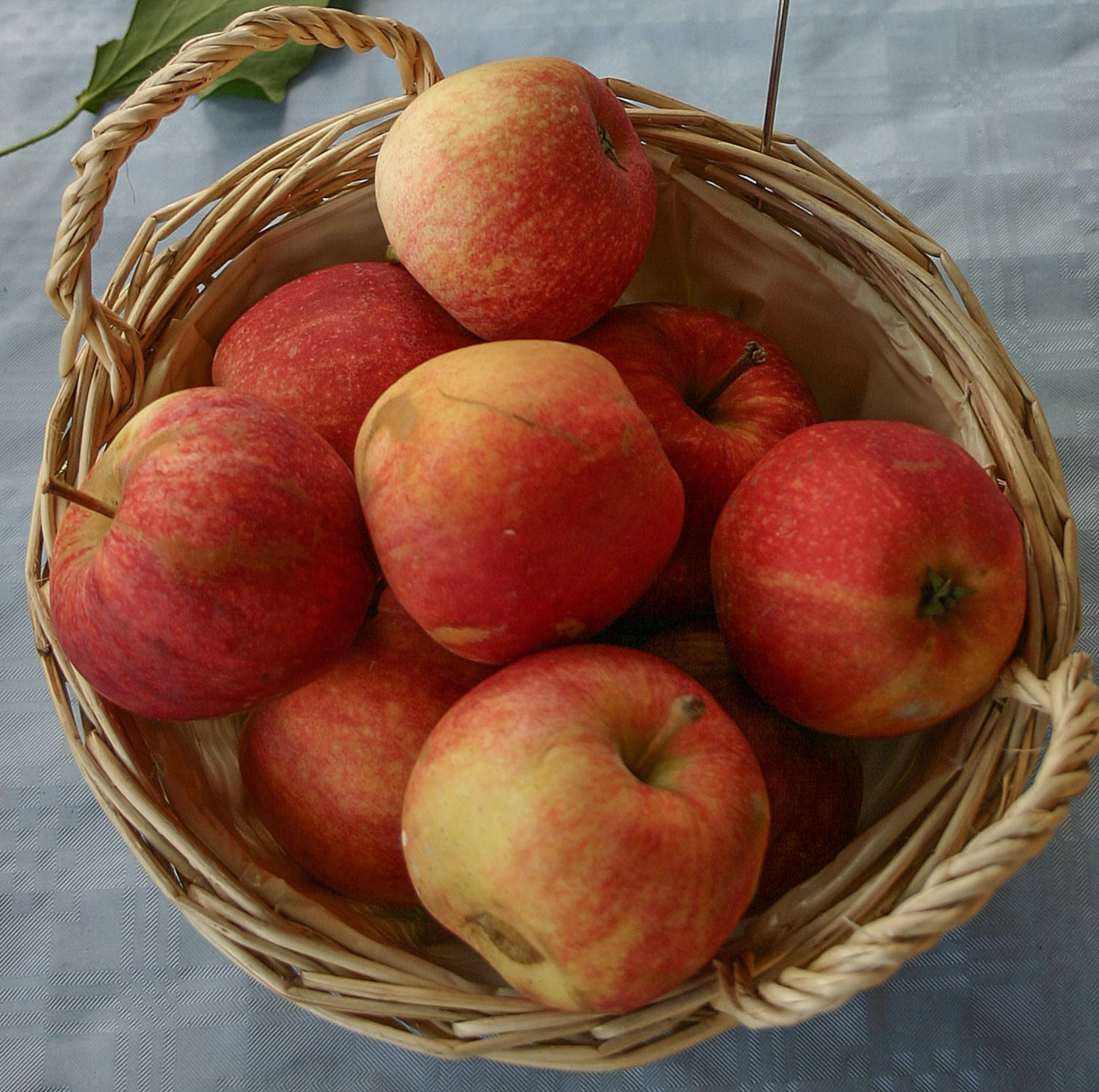
Pommes Royal Gala
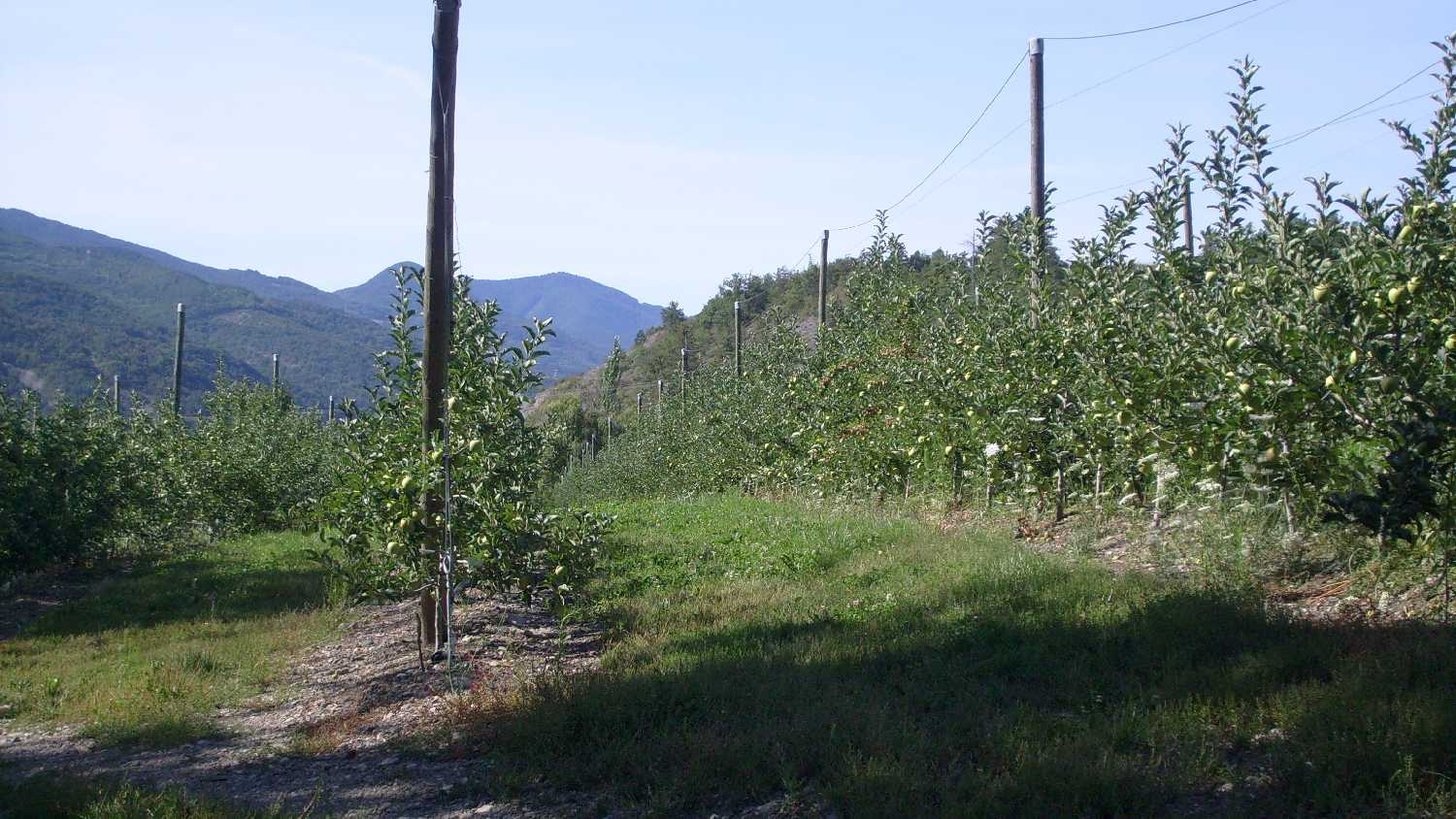
Verger à Lettret, (Hautes-Alpes)